# Halicyclops ytororoma
Halicyclops ytororoma är en kräftdjursart som beskrevs av Lotufo och Rocha 1993. Halicyclops ytororoma ingår i släktet Halicyclops och familjen Cyclopidae. Inga underarter finns listade i Catalogue of Life.